# Longyearbyen
 (juillet 2022).
Si vous disposez d'ouvrages ou d'articles de référence ou si vous connaissez des sites web de qualité traitant du thème abordé ici, merci de compléter l'article en donnant les références utiles à sa vérifiabilité et en les liant à la section « Notes et références ».
Longyearbyen, prononcé [ˈlɔ̀ŋjiːrˌbyːən] en norvégien, est la capitale administrative de l'archipel du Svalbard au nord de la Norvège. Elle comptait environ 2 617 habitants en 2024.

## Géographie
Longyearbyen est située sur l'île principale de l'archipel du Svalbard, appelée Spitzberg. Ce dernier nom est d'ailleurs parfois utilisé pour désigner le Svalbard. Elle est le premier lieu habité le plus au nord et la capitale territoriale la plus nordique de la planète.
Située sur la rive sud de l'Adventfjorden, non loin de sa confluence avec l'Isfjorden, dans la vallée Longyeardalen, encadrée par Gruvefjellet à l'est et Plateaufjellet à l'ouest, et traversée par la rivière Longyear-Elva.
La ville est formellement divisée en  quartiers : Nybyen, Sverdrupbyen, Haugen, Gruvedalen, Sjømrådet, Skæringa. Longyearbyen est une des localités les plus nordiques du monde et peut être considérée comme la ville la plus septentrionale de la Terre si l'on admet qu'elle regroupe une population assez importante pour constituer une ville. Les seuls lieux habités de la planète situés encore plus au Nord sont des stations scientifiques ou militaires sans véritable population locale.

## Climat
Longyearbyen appartient  à la zone des climats polaires, avec des « étés » frais et des hivers longs et froids. Les étés dans la ville sont frais, avec des températures moyennes peu élevées tournant autour de 7 °C en juillet. Les hivers à Longyearbyen sont très froids avec des températures moyennes assez basses : environ −21 °C en février. La ville voit moins de 300 mm de précipitations par an, dont la plus grande partie est sous forme de neige.
Les hivers y sont d'environ vingt degrés plus « doux » qu’aux latitudes similaires dans d'autres parties du monde grâce au courant océanique chaud de la dérive nord atlantique issue du Gulf Stream qui maintient également des températures relativement douces en Europe occidentale et en Islande. Des redoux spectaculaires peuvent se produire en toute saison puisqu'il peut pleuvoir tous les mois de l'année, même pendant la nuit polaire. De plus, les relevés météorologiques montrent un très fort redoux des hivers depuis les années 1915 à 1920 d'environ 8 degrés alors que les étés connaissent des températures plus stables. Le record de douceur a été établi le 25 juillet 2020 avec 21,7 °C alors que le record de froid est −46,3 °C le 4 mars 1986. Des relevés météorologiques plus anciens indiquent un record de froid de −49,2 °C le 28 mars 1917 près de Barentsburg.
La caractéristique la plus notable du climat de Longyearbyen est le manque de lumière pendant plus de quatre mois — la période hivernale — et beaucoup de lumière avec un Soleil qui ne se couche pas pendant l’été. En effet, la nuit polaire commence le 26 octobre et se termine le 16 février alors que le Soleil de minuit se montre du 19 avril au 24 août.
| Mois                              | jan.  | fév.  | mars  | avril | mai   | juin | jui. | août | sep.  | oct.  | nov.  | déc.  | année |
| --------------------------------- | ----- | ----- | ----- | ----- | ----- | ---- | ---- | ---- | ----- | ----- | ----- | ----- | ----- |
| Température minimale moyenne (°C) | −18,6 | −19,4 | −17,5 | −15   | −5,6  | 0,9  | 4,5  | 3,5  | −1    | −7,8  | −11,9 | −16,1 | −8,6  |
| Température moyenne (°C)          | −14,7 | −15,3 | −13,6 | −11,3 | −3,4  | 2,7  | 6,7  | 5,4  | 0,9   | −5,3  | −9    | −12,8 | −5,7  |
| Température maximale moyenne (°C) | −10,8 | −11,2 | −9,7  | −7,6  | −1,2  | 4,6  | 8,8  | 7,3  | 2,8   | −2,8  | −6    | −9,4  | −2,9  |
| Record de froid (°C)              | −38,8 | −43,7 | −46,3 | −39,1 | −21,7 | −8,4 | −0,7 | −3,9 | −12,6 | −20,8 | −33,2 | −35,6 | −46,3 |
| Record de chaleur (°C)            | 7,7   | 5,9   | 6,3   | 7,5   | 10,6  | 15,7 | 21,7 | 18,1 | 15,2  | 8,9   | 7,5   | 7,2   | 21,7  |
| Précipitations (mm)               | 28,2  | 25,4  | 26,3  | 23,6  | 27,6  | 40,6 | 58,4 | 60,3 | 42,5  | 39,1  | 35,3  | 31,3  | 438,6 |

## Histoire

### Naissance de la ville

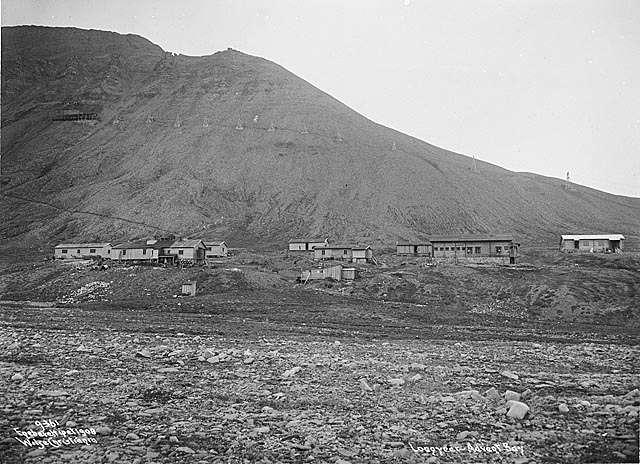
Longyear City (actuelle Longyearbyen) en 1908.

La ville tire son nom de John Munro Longyear (1850-1922), homme d'affaires américain qui créa la ville en 1906 pour exploiter le charbon. 
Les Norvégiens ont racheté la ville et les mines en 1926. C'est la Store Norske Spitsbergen Kulkompani (Grande compagnie charbonnière norvégienne du Spitzberg, en abrégé SNSK) qui exploite les mines depuis. Fondée sous le nom de Longyear City, elle devint Longyearbyen en 1926 (by en norvégien, correspond à city en anglais et ville en français, et -en est l'article défini ; ainsi byen signifie la ville).
Longyearbyen fut construite en face de la toute première cité qui vit le jour au Spitzberg : Advent City, désormais abandonnée.
La population de Longyearbyen a été longtemps essentiellement masculine, parce qu'habitée très majoritairement par des mineurs. Si petit à petit, la ville se dota donc de plus en plus d'infrastructure familiale avec, par exemple, l'inauguration de la première maison communale, Huset (la maison en Français) en octobre 1951, c'est au cours des années 1980 que cette tendance a réellement régressé.
Au début des années 1970, la Store Norske Spitsbergen Kulkompani entra en crise avec des réserves connues de charbon et les prix du charbon particulièrement faibles. C’était en plein milieu de la guerre froide et il était important de maintenir les colonies et l’activité norvégiennes au Svalbard face aux implantations Russes dans l'archipel. L’État norvégien apporta donc d’importants fonds afin de sauver l’entreprise de la faillite puis finit par reprendre la quasi-totalité des actions en 1976.  Dès lors, il n’était plus acceptable politiquement pour Longyearbyen de rester une ville d’entreprise. Les autorités décidèrent alors une normalisation de la société locale, soit une communauté familiale avec un meilleur bien-être et de meilleurs services publics.  En 1976, l’État a repris l’école que Store Norske avait dirigée jusque-là et l’a élargie pour y inclure l’éducation des collégiens. En 1981, c'est l’hôpital  qui devint lui aussi géré par l'État tandis que des institutions telles que la Poste, les Télécommunications et le Gouverneur ont été fortement agrandies. En 1981, Longyearbyen a été connecté au réseau de télécommunications norvégien par satellite, et quelques années plus tard, la télévision par envoi direct est arrivée. Toutefois la proportion d'enfants, d'adolescents, et de personnes âgées reste nettement moins élevée que sur le continent.

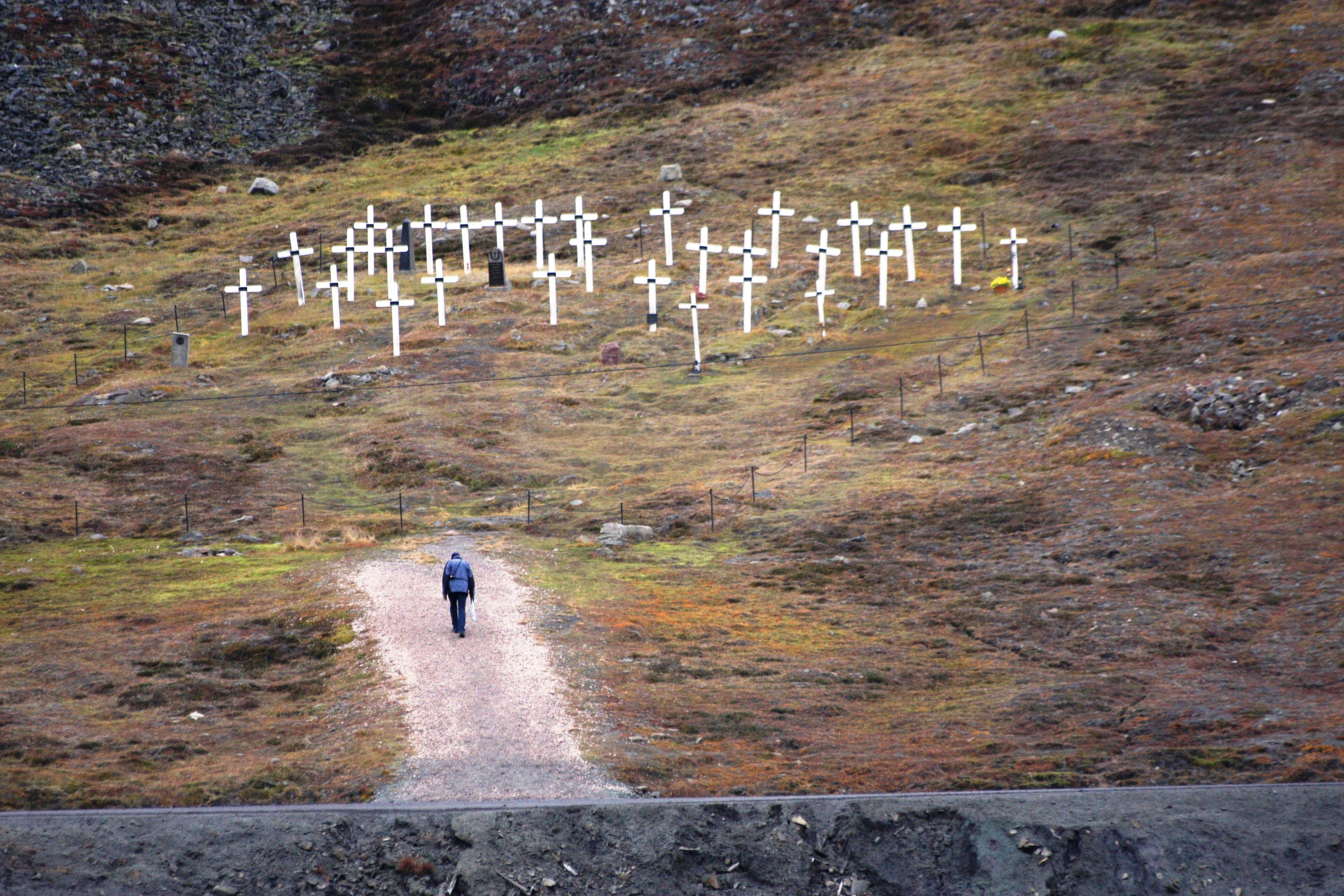
Cimetière réservé aux 29 tombes des mineurs morts en février 1920 dans l’explosion de la mine no 1. Le cimetière est situé à flanc de colline juste au-dessous de la mine.

Le plan de la ville fut entièrement remanié au début des années 1990, avec la construction d'un nouveau port, plus accessible, ainsi que de nombreux complexes liés au tourisme qui s'est nettement développé.
En 2020, la plupart des mines autour de Longyearbyen ont cessé leur production, et seule la mine 7, située à Adventdalen à  15 kilomètres au sud-est de Longyearbyen,  reste encore en service. En 2021, Store Norke prévoit l'arrêt de son exploitation courant 2023. Mais en raison des changements de la situation géopolitique et de ses répercussions sur le marché mondial de l'énergie la Store Norske Spitsbergen Kulkompani (SNSK) annonce en 2022 la poursuite de son activité jusqu'en septembre 2025 . Elle déclare vouloir augmenter le nombre d'employés à 52 et accroître sa production annuelle jusqu'à 125 000 tonnes .

### L'enseignement
En 1993, l'université la plus septentrionale du monde, l'UNIS, y a ouvert ses portes et accueille 250 étudiants de toutes nationalités venus y apprendre la biologie, la géologie, la géophysique ou la technologie arctique. Le bâtiment universitaire abrite aussi une bibliothèque scientifique, les archives de la ville et ainsi que le Musée du Svalbard.

### La Réserve mondiale de semences
Dans une ancienne mine située aux abords de l'aéroport, les autorités ont enfoui un conteneur renfermant plusieurs millions de graines d'espèces végétales, afin de les préserver en cas de catastrophe géologique ou nucléaire : le Svalbard Global Seed Vault, inauguré le 26 février 2008.

### La conquête du pôle Nord
Durant la course à la conquête du pôle Nord, de nombreux explorateurs transitèrent par Longyearbyen avant de continuer leur aventure. On peut citer Roald Amundsen, Umberto Nobile, ou Albert Ier de Monaco, qui apporta beaucoup dans l’exploration de l'archipel et sa cartographie.

## Vie locale
Au début de son existence, la vie à Longyearbyen était essentiellement axée autour de l'extraction minière et rares étaient les lieux de divertissement. Même si des compétitions sportives se sont développées des les années 1920.
Avec l'évolution du tourisme, de l'économie et de la population, de plus en plus « familiale », la cité minière est peu à peu devenue une véritable ville en s'équipant d'établissements sportifs (piscines, stades…), récréatifs (cinémas, bibliothèques, discothèques, etc.) ainsi que d'hôtels, bars, restaurants, saunas, salons, etc. En 2010, la ville célébra l'inauguration de la nouvelle Maison de la culture sur le front de mer, plus moderne et plus proche des habitations que l'ancienne Maison Communale Huset, aujourd'hui reconverti en un groupe de restauration. 
La vie à Longyearbyen devint dès lors plus culturelle et prit un nouveau tournant. Depuis quelques années, un festival de jazz est organisé au début du printemps, un festival de blues se tient à l'automne, tout comme un festival de littérature, ainsi que de nombreuses compétitions sportives durant toute l'année : ski marathon, courses de kayak, marathon, tournois de football, etc. La plupart de ces compétitions et activités sportives sont organisée par Svabard Turn, une organisation créée dans les années 1930. 
L'isolement et les conditions climatiques extrêmes ont poussé les autorités à mettre en place certaines règles,, comme l'interdiction des chats (pour préserver les oiseaux de la région), ou l'obligation pour les résidents d'avoir un emploi (chaque personne devant pouvoir subvenir elle-même à ses besoins) et bien d'autre. De même, la ville limite l'installation de nouveaux administrés. 

## Santé
La ville possède un petit hôpital, offrant les soins santé de base. En revanche, dû à l'interdiction d'accoucher sur l'archipel, les femmes enceintes sont transférées sur le continent une semaine avant leur terme pour y accoucher et ne reviennent que quelques semaines plus tard afin que la survie de leurs bébés soit garantie, car ils seraient fragilisés par les conditions climatiques extrêmes.
De même, la limitation des soins (dont l'absence d'un service de gériatrie), ainsi que de maison de retraite ou d'infirmières à domicile, incite les personnes âgées à rejoindre le continent dès les premiers signes de dépendance ou d'ennuis de santé.
Contrairement à une croyance populaire, il n'est pas interdit de mourir à Longyearbyen. Toutefois, les autorités font en sorte qu'aucun résident ne meure dans la ville. Cela s'explique d'abord pour des raisons climatiques : en effet, les températures très souvent négatives qui y sont enregistrées empêchent la décomposition des cadavres dans le sol, gelé en permanence (on exige d'ailleurs qu'avant d’être enterrés au cimetière local les corps des défunts soient préalablement incinérés sur le continent). C'est pour cette raison que la mairie a instauré une procédure d'évacuation médicale vers le continent norvégien pour les personnes proches de la mort. Cette politique publique a été mise en place dans les années 1950, après la découverte que les corps au cimetière ne se décomposaient pas. Elle est en vigueur dans tout le Svalbard.
D'autres découvertes scientifiques et médicales renforcèrent le bien fondé de cette décision, comme en 1998, où une équipe de scientifiques canadiens menée par une géographe médicale Kirsty Duncan, ayant pour objectif de prélever des extraits de virus de la grippe espagnole de 1918, afin de les étudier et de prévenir d'éventuelles nouvelles épidémies, ont étudié les corps de personnes emportées par cette pandémie et qui furent enterrées dans le cimetière communal. 70 ans après, les chercheurs retrouvèrent des particules du virus qui avaient survécu dans les corps congelés. En cas de décongélation des corps (par exemple en raison du réchauffement climatique), ces cadavres pourraient représenter une menace pour les habitants de la ville.

## Politique et administration
Le conseil municipal (lokalstyre), créé en 2002, comprend quinze membres élus pour quatre ans, dont un maire (lokalstyreledere).
En mai 2011, Christin Kristoffersen remporte les élections municipales et devient maire de la commune de Longyearbyen. Elle est née le 28 août 1973 à Harstad et est membre du Parti travailliste. Elle travaille à l'université du Svalbard et devient membre de la commission scolaire, la commission des opérations de la ville et de l'administration portuaire. 
Après son élection, le conseil communautaire de Longyearbyen qu'elle préside, créé un comité de l'industrie en février 2012 avec Christin Kristoffersen à sa tête. En 2013, en collaboration avec le gouvernement norvégien, elle obtient des fonds nécessaires pour le développement et l'agrandissement du port dans le cadre du Plan national des transports du gouvernement.
Arild Olsen, également travailliste, est élu pour lui succéder en 2015 et réélu en 2019.

## Éducation
Déjà dans les premières années d'exploitation de la Store Norske Spitsbergen Kulkompani, on donnait des cours à Longyearbyen pour cinq à dix enfants en 1919. Depuis l'automne de 1920, il crée le fonctionnement de l'école ordinaire dans une petite caserne à Skjæringa. La première année, il y a huit élèves et un enseignant dans cet espace de 12 m2. Quand la première église fut achevée en 1921, elle fut utilisée comme salle de lecture pour l'éducation, ajoutant ainsi une surface de 20 m2. En 1937, l'école fonctionnait à Longyearbyen, mais après la destruction des infrastructures lors de la Seconde Guerre Mondiale, l'école se déplaça dans les années 1950 à Huset pour quelques années.
En 1993, Longyearbyen est également doté de la plus septentrionale des universités au monde, l'université du Svalbard, accueillant entre 200 et 250 étudiants. Mais aussi deux garderies, une école primaire ainsi qu'un collège. 

## Transport

### Routes
Longyearbyen possède un réseau routier qui s'étend sur 50 km, mais qui ne permet pas de rejoindre d'autres communautés de l'archipel. En 2008, il y avait 1 481 véhicules inscrits et 49 % de la population avait une voiture. Les véhicules sont immatriculés avec ZN sur les plaques d'immatriculation. Le seul atelier de réparation auto de Svalbard, est aussi un concessionnaire Toyota.

### Voies maritimes
Il existe plusieurs itinéraires touristiques permettant de débarquer à Barentsburg, Pyramiden, et de longer les glaciers. D'autres expéditions plus lointaines permettent de monter jusqu'à Ny Alesund ou faire le tour de l'archipel.
Pendant les 3 mois d'été, entre juin et août, le port accueille de nombreux navires de croisière en départ pour le Pôle Nord ou d'autres Terres Arctiques, mais également beaucoup de fret tandis que celui-ci est extrêmement limité le reste de l'année.

### Voies aériennes

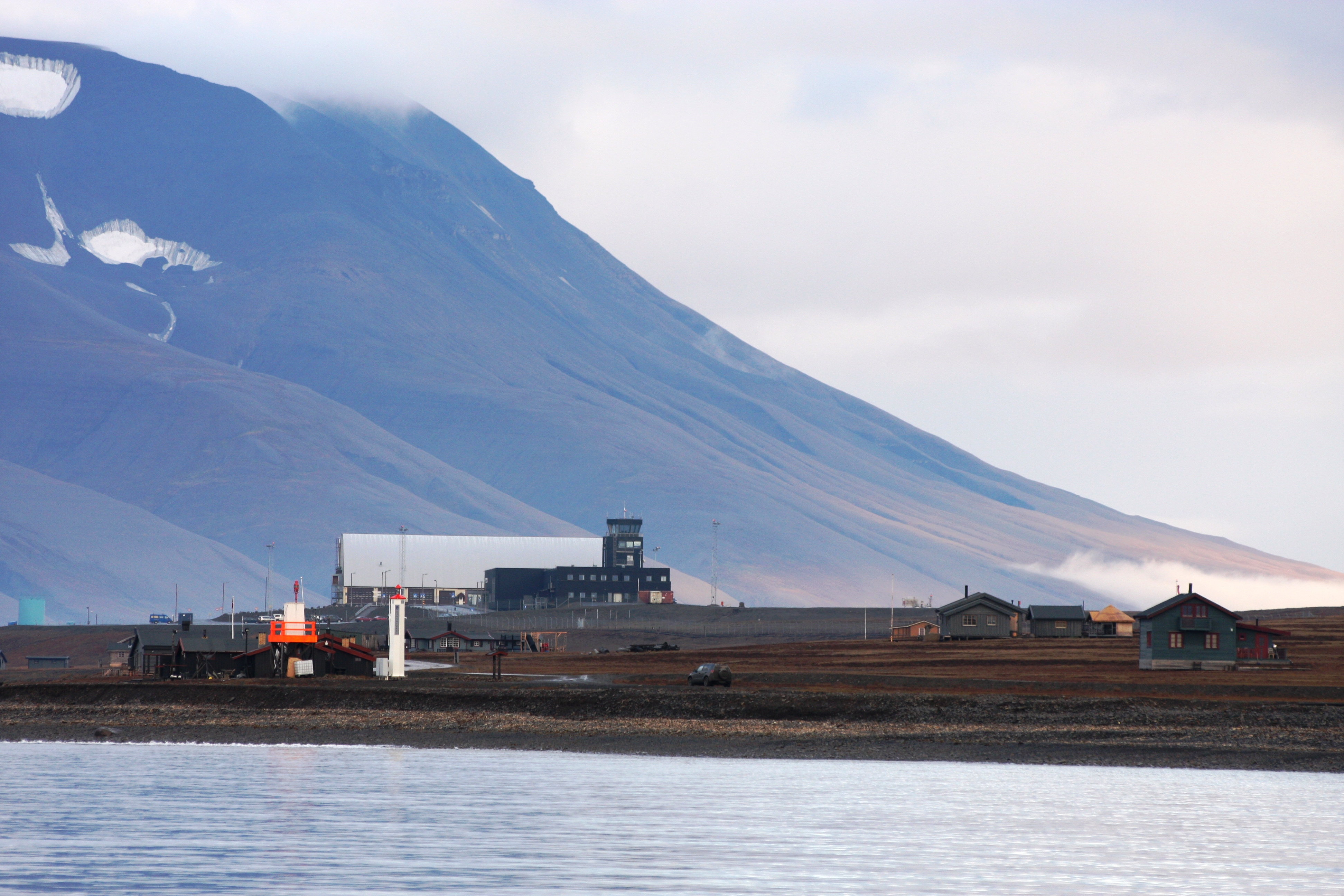
L'aéroport vu depuis le fjord.

L'aéroport qui se trouve à trois kilomètres au nord-ouest de la ville, sur l'Hotellneset, permet de relier l'archipel avec Oslo par Tromsø, cinq fois par semaine. L'été, des vols directs sont opérés vers Oslo, Mourmansk et parfois même Moscou. Il y a aussi des vols en provenance de Paris, depuis l'aéroport Charles-de-Gaulle. L'aéroport a aussi fonction de desservir par hélicoptère les autres cités du Svalbard (essentiellement minières ou scientifiques), que sont Ny-Ålesund, Sveagruva, ou Barentsburg.

## Culture populaire
En 2015, la série télévisée britannique Fortitude est située dans la ville fictive de Fortitude, qui reprend toutes les particularités de Longyearbyen et de Ny-Ålesund, localité la plus septentrionale du Svalbard : localité habitée la plus septentrionale au monde, située sur une île dans l'Arctique, non loin de la frontière russe, peuplée en partie de scientifiques, où il est interdit de mourir, etc. L'intrigue doit beaucoup au fait de la conservation des virus dans les cadavres congelés (du fait du climat rigoureux). La série n'a toutefois pas été tournée sur place mais à Reyðarfjörður, en Islande.